# XDI 엔진
XDI 엔진은 자동차의 엔진이다.

## XDi270
쌍용자동차가 4년여에 걸쳐 1,700여억원을 투자해 독자 개발한 제3세대 커먼레일 DI엔진이다.  뉴렉스턴(Y200) (2003~2006)에 최초로 올려졌다.
OM602

## XDi200
2004년 카이런에 최초로 올려졌다.
OM611 /OM601